# Felipe (Fußballspieler, 1984)
Felipe, mit vollem Namen Felipe Dias da Silva dal Belo (* 31. Juli 1984 in Guaratinguetá), ist ein brasilianischer Fußballspieler, welcher auf der Position eines Verteidigers spielt.

## Karriere
Felipe wurde bereits mit 15 Jahren von Udinese Calcio nach Italien geholt. Hier musste er sich anfangs mit einer Reservistenrolle begnügen, jedoch gelang ihm in der Saison 2004/05 der Sprung in die Stammformation der Friulaner. In der Saison 2005/06 gelang Felipe das erste Tor im Trikot von Udinese. Nach 139 Partien und sieben Toren in der Serie A für Udinese wurde am 2. Januar 2010 sein Transfer zum AC Florenz bekannt gegeben. Die Viola bezahlten eine Ablösesumme von rund 9 Millionen Euro für den Abwehrspieler.
Zur Saison 2013/14 wechselte Felipe zum FC Parma. Nachdem er Anfang Februar 2015 seinen Vertrag aufgrund ausstehender Gehaltszahlungen aufgelöst hatte, schloss sich Felipe am 27. Februar 2015 Inter Mailand an. Er erhielt einen Vertrag bis zum Ende der Saison 2014/15.
Nach zwei Jahren bei Udinese Calcio wechselte Felipe im Sommer 2017 zu SPAL Ferrara, wo er bis Saisonende 2019/20 blieb. Seitdem tingelt er durch unterklassige Klubs Italiens.